# Drehzahlmessung
Mit der Drehzahlmessung wird mit Hilfe technischer Einrichtungen herausgefunden, wie schnell sich ein Objekt dreht. Die Drehzahl kann mit folgenden Wirkprinzipien gemessen werden:

## Berechnende Verfahren

### Zeitmessung einer Umdrehung
Mit Lichtschranken oder anderen schaltenden Sensoren wird die Zeit {\displaystyle t_{U}} gemessen, die das Objekt für eine Umdrehung benötigt. Die Drehzahl {\displaystyle n} wird berechnet mit
{\displaystyle n={\frac {1}{t_{U}}}}
Anwendung z. B. im Fahrradcomputer, optische Handtachometer

### Frequenzmessung der Vibration oder Geräusch

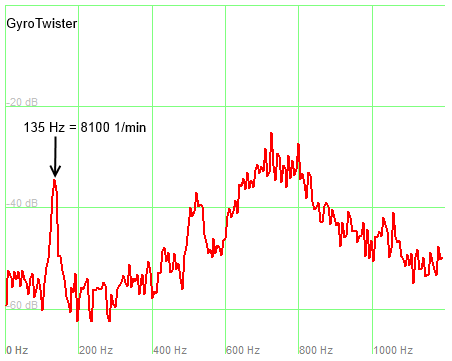
Anhand des mit einem Mikrofon aufgenommenen Klangspektrums eines rotierenden GyroTwisters kann die Drehzahl bestimmt werden. Der Brummton des Geräts hatte bei der Aufnahme eine Frequenz von 135 Hertz, was einer Umdrehungszahl von 135 Umdrehungen pro Sekunde beziehungsweise 8100 Umdrehungen pro Minute entspricht.

Die Drehzahl des rotierenden Objekts ist eine Hauptkomponente im Frequenzspektrum der erzeugten mechanischen Vibrationen oder akustischen Geräusche an der Maschine. Durch Messung (mittels Dehnungsmessstreifen, Mikrofon, Beschleunigungssensor etc.) kann so die Drehzahl bestimmt werden.

### Winkelmessung in festen Zeitabständen
Wenn die Winkel φ1 und φ2 zu zwei Zeitpunkten {\displaystyle t_{1}} und {\displaystyle t_{2}} bekannt sind, berechnet sich die Drehzahl mit
{\displaystyle n={\frac {k\cdot (\varphi _{2}-\varphi _{1})}{t_{2}-t_{1}}}={\frac {k\;\Delta \varphi }{\Delta t}}}
Dabei ist k so einzusetzen, dass im Zähler für einen Vollwinkel die Zahl Eins für eine Umdrehung entsteht, also k = 1/2π = 1/360°.
Der Winkel kann mit einem Inkrementalgeber, Potentiometer oder Gyroskop gemessen werden. Siehe auch Winkelmessung.
Anwendung z. B. Messsystem beim Servomotor, Drehratensensor bei der Navigation
In der Industrie werden häufig Impulse an Zahnrädern berührungslos erfasst. Die dazu verwendeten Feldplattenfühler liefern Impulse bis 20 kHz.

### Stroboskop
In festen Zeitabständen wird das drehende Objekt angeblitzt. Wenn regelmäßige Markierungen auf dem Objekt sich genau um {\displaystyle x=1,2,3\dots } Rasterweiten weiterdrehen, scheint das Raster stillzustehen. Über die Anzahl der Markierungen {\displaystyle N} und die Frequenz des Stroboskopes lässt sich die Drehzahl bestimmen.
{\displaystyle n={\frac {f\cdot x}{N}}}
Anwendung z. B. beim Plattenspieler.

## Physikalische Effekte

### Elektromagnetische Induktion
Nach dem Induktionsgesetz ist die Spannung in einer Spule proportional zur Geschwindigkeit der Änderung des magnetischen Flusses. Ein rotierender Dauermagnet erzeugt eine Wechselspannung in der Spule. Die Höhe der Spannung oder die Frequenz können zur Drehzahlmessung verwendet werden.
Anwendung z. B. beim Tachogenerator, Induktionsgeber, Wiegand-Sensor
Rotiert ein Dauermagnet in einer Metallglocke, treten Wirbelströme auf, die ein Drehmoment erzeugen, das gegen eine Feder gemessen wird, siehe Wirbelstromtachometer.

### Fliehkraft
Rotierende Gewichte werden durch die Fliehkraft nach außen gedrückt. Eine Feder oder die Gravitationskraft stellen das Kräftegleichgewicht her. Die dadurch entstehende Bewegung wird mechanisch auf einen Zeiger übertragen. Heute wird dieses Verfahren selten zur Messung verwendet, doch aufgrund der zuverlässigen Arbeitsweise ohne Hilfsenergie wird dieses Messprinzip bei der Überwachung der Höchstgeschwindigkeit von Aufzügen, Seilbahnen etc. verwendet.
Anwendung z. B. beim mechanischen Handtachometer, Fliehkraftkupplungen, historisch: Gyrometer, Fliehkraftregler